# Námarúpa
A námarúpa dvandva szóösszetétel a szanszkrit és a páli nyelvben. Szó szerinti jelentése "név" (náma)  és "alak" (rúpa).

## Námarúpa a hinduizmusban
A námarúpa fogalom szerepel a hindu gondolatvilágban. A náma a dolgok spirituális vagy lényegi tulajdonságát jelöli, míg a rúpa a fizikális jelenlét kimutatkozása. Ezek a fogalmak hasonlatosak ahhoz, ahogyan a katolikus teológiában használják a 'lényeg' és a 'véletlenszerűség' fogalmát az átlényegülés kifejezésére. A név és az alak közötti különbség a hindu gondolatvilágban megmagyarázza a spirituális erők megjelenésének lehetőségét oda nem illő vagy élettelen dolgoknál. Ilyenek például a jóslások, és a bizonyos képekben rejlő isteni jelenlétek, amelyek felé áldozatokat mutatnak be a púdzsá rituálék alkalmával.
A hinduizmusban a gondolkozásból keletkezik a név és alak - a személy, akinek neve és teste van. A fogntatás során jut be a gondolkozás az anyaméhbe, ahol anyagi elemeket talál, amelyekből új lényt hoz létre. Az előző életek létformáiban elkövetett cselekedetektől és hajlamosságoktól függően ölt isteni, emberi, állati stb. testet. Tehát érvényesül az ok-okozatiság törvénye. A névből és alakból keletkezik a hat terület (szal-ájatana, szanszkrit: sad-ájatana), ami a hat érzékszerv (indrija - szem, fül, orr, nyelv, test), a "szellem" (manasz), és az fizikai világ hat megfelelő területe (alakok, hangok, szagok, ízek, tapintható dolgok és a gondolati dolgok).

## Námarúpa a buddhizmusban
A námarúpa fogalom megjelenik a buddhizmusban is. Az emberi lények alkotófolyamataira utal: náma általánosan az emberi lények pszichológiai elemeire, míg a rúpa a fizikális elemekre utal. A buddhizmusban a név és az alak egymástól függenek és egymástól elválaszthatatlanok, innen a námarúpa elnevezés. Ez jelenti az egyéneket.

### Pszichobiológiai összetevők
A páli kánonban a Buddha a következőképpen jellemzi a námarúpát (Magyar a bal oldalon, páli a jobbon):
| "És mi is hát a név–és-forma? Az érzést, az érzékelést, a késztetést, az érintkezést és a figyelmet hívjuk névnek. A négy alapelemet és a négy alapelemből létrejött alakzatokat hívjuk formának. Ezt a név–és-formát hívjuk név–és-formának. | Katamañca bhikkhave nāmarūpaṃ? Vedanā saññā cetanā phasso manasikāro, idaṃ vuccati nāmaṃ. Cattāro ca mahābhūtā, catunnaṃ ca mahābhūtānaṃ upādāyarūpaṃ, idaṃ vuccati rūpaṃ. Iti idañca nāmaṃ, idañca rūpaṃ, idaṃ vuccati bhikkhave, nāmarūpaṃ. |

Máshol a Tipitakában a námarúpa kifejezést az öt aggregátum szinonimájaként használják.

### Én-nélküliség
Az anátman/anatta tana értelmében, amely kimondja, hogy nem létezik a mindentől független, önmagában létező én, a náma és rúpa állandó folyásban van, a tapasztalás folyamában (a függő keletkezés termékeként), amely egyfajta konvencionális én élményét kelti.

### A szenvedés körének része
Námarúpa a 12 nidána közül a negyedik. Ebben az oksági láncsorban előtt a tudat áll (páli: vinnyána; szanszkrit: vidzsnyána), utána a hat érzékterület következik (páli: salájatana; szanszkrit: sadájatana).  A Szutta-nipátában így magyarázza Buddha a szamszárikus újjászületés elmúlását:
[T.M. Adzsita:]
...név és forma, kedves úr:
Mond, ha azt kérdezem,
hol érnek véget?

[a Buddha:]
Ez a kérdés, amit kérdezel, Adzsita,
megválaszolom neked —
név és forma
hol érnek véget
nyomtalanul:
a tudat megszűnésével
érnek
véget.